# تپه قری اولان ۲
تپه قری اولان ۲ مربوط به دوران‌های تاریخی پس از اسلام است و در شهرستان بوئین‌زهرا، بخش آوج، روستای پرسپانج واقع شده و این اثر در تاریخ ۱۲ بهمن ۱۳۸۱ با شمارهٔ ثبت ۷۳۰۱ به‌عنوان یکی از آثار ملی ایران به ثبت رسیده است.